# 铜翅水雉
铜翅水雉为鴴形目水雉科铜翅水雉属下唯一的一種鸟类。該物種主要分佈於印度、中南半島等亞洲地區的溼地或沼澤中，以水生植物、軟體動物或水生昆蟲為食，是該環境下常見的一種鳥類。
該物種以其頭部的白色紋路及古銅色翅膀為其特徵，頭上的盾型額甲常為藍色，但求偶時會轉紅。行為上則以其一雌多雄的交配制度為特色，在季風季時，雄鳥會以高頻率的叫聲吸引雌鳥前來交配，並負責了孵卵及育雛的大部分工作，雌鳥每次產卵3—6枚，卵26—29天左右後孵化，7週後幼鳥可離巢。在《國際自然保護聯盟瀕危物種紅色名錄》中，因未有證據顯示其族群減少速度達易危閾值，因此铜翅水雉目前被劃分為無危物種。

## 命名與分類
|  |            |
|  |            |
|  | 铜翅水雉属 |
|  |            |

|  | 冠水雉属 |
|  |          |
|  | 小雉鴴屬 |
|  |          |

|  |            |
|  |            |
|  | 铜翅水雉属 |
|  |            |

|  | 冠水雉属 |
|  |          |
|  | 小雉鴴屬 |
|  |          |

|  |        |
|  |        |
|  | 水雉屬 |
|  |        |

|  |            |
|  |            |
|  | 铜翅水雉属 |
|  |            |

|  | 冠水雉属 |
|  |          |
|  | 小雉鴴屬 |
|  |          |

|  |            |
|  |            |
|  | 铜翅水雉属 |
|  |            |

|  | 冠水雉属 |
|  |          |
|  | 小雉鴴屬 |
|  |          |

|  |        |
|  |        |
|  | 水雉屬 |
|  |        |

|  |            |
|  |            |
|  | 铜翅水雉属 |
|  |            |

|  | 冠水雉属 |
|  |          |
|  | 小雉鴴屬 |
|  |          |

|  |            |
|  |            |
|  | 铜翅水雉属 |
|  |            |

|  | 冠水雉属 |
|  |          |
|  | 小雉鴴屬 |
|  |          |

|  |        |
|  |        |
|  | 水雉屬 |
|  |        |

|  |            |
|  |            |
|  | 铜翅水雉属 |
|  |            |

|  | 冠水雉属 |
|  |          |
|  | 小雉鴴屬 |
|  |          |

|  |            |
|  |            |
|  | 铜翅水雉属 |
|  |            |

|  | 冠水雉属 |
|  |          |
|  | 小雉鴴屬 |
|  |          |

|  |        |
|  |        |
|  | 水雉屬 |
|  |        |

英國生態學家約翰·萊瑟姆於1787年時即提及了該物種，但直至1790年才以的學名描述。其中種小名（及其陽性形式）來自拉丁語，意思是「印度的」，其模式產地亦位於印度。:204:290
1832年，德國鳥類學家约翰·格奥尔格·瓦格勒根據解剖學上的差異，為銅翅水雉另立了新屬，這也使得銅翅水雉成為了該屬下唯一的物種至今。其屬名來自於古希臘語，意為「在額頭上的」，指其頭頂上的印記。:252
在生物分類學上，銅翅水雉屬曾被提議與等其他屬合併，但未成主流。:290該物種沒有亞種。

## 形態特徵
銅翅水雉的體長在26.5—31公分之間，體重94—210公克。:290成鳥兩眼上方具有明顯的白色橫紋向頭後方延伸，眼下則有一半月型白斑，額頭上的額甲在非繁殖季時為藍色，但在求偶期時會轉紅；眼睛虹膜褐色、鳥喙黃色，跗蹠綠褐色。:290其主要體羽為帶光澤的黑色羽毛，背部、肩羽及翅膀覆羽為古銅綠色，背部起至尾部與尾下覆羽為紅褐色。:290後爪極長，橈骨前緣堅硬且高度角質化。:278雌雄相似，但雌鳥體型常大於雄鳥。

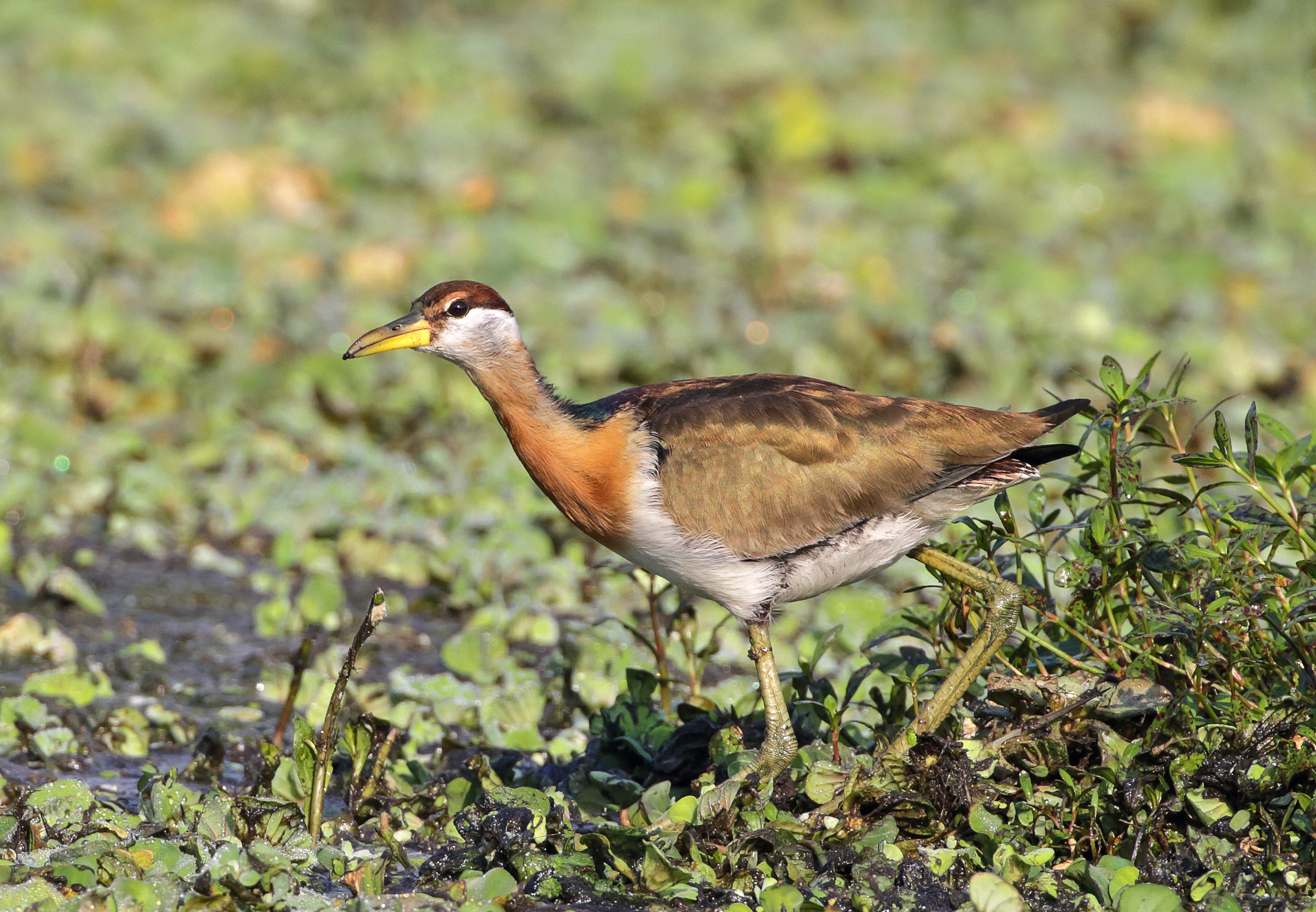
銅翅水雉幼鳥

幼鳥頭頂與貫穿眼部的橫紋為紅褐色，帶小型白色眉紋；而頸部前方為淡黃褐色，側邊則為深黃褐色。腹白，背、翅顏色則接近成鳥。:290
自遠方看，該物種有可能會與體型相似且生活在同區域的紅冠水雞混淆，或其幼鳥與水雉幼鳥相淆，但銅翅水雉幼鳥並無黑色頸紋。

## 分佈與棲息地
銅翅水雉主要分佈於南亞及東南亞一帶約1160萬平方公里的面積中，包含了印度、巴基斯坦、孟加拉、缅甸、泰国、柬埔寨、越南、马来半岛及印度尼西亚的苏门答腊、爪哇岛等，也亦可見於中國大陸西雙版納。這個物種是一種涉禽，主要在富有挺水植物或漂浮植物的淺水沼澤、湖泊、水田、水庫、池塘或濕草地中棲息，海拔1000公尺以下。相較於可適應小型的沼澤或池塘的水雉而言，銅翅水雉更依賴於大面積的濕地環境。:279該物種不作長距離遷徙，是一種留鳥；但會因季節性的水文變化而進行局部性的移動。:291

## 習性
銅翅水雉行為整體與水雉相似，為日行性的鳥類，常單獨活動；非繁殖季時亦常成小群活動，有些個體（特別是雌鳥）甚至會在此時離開其領地覓食。:278牠們生性較為機警但不畏人類，善於踩在漂浮植物上靈巧地行走，當受驚即會竄往水塘深處或躲往水下；也善於游泳或潛水。不過這個物種一般很少起飛，但在危急時其飛行仍甚有力，但距離不長，往往僅能低飛幾公尺。起飛時姿態類似於鳥類相似，會將腳拖於身後，頸部伸直。

### 覓食
這個物種主要以水生昆蟲、軟體動物、植物嫩芽或葉片為食。集中於早上時段覓食。

### 繁殖
銅翅水雉採一雄一雌或一雌多雄制繁殖，全年皆可繁殖，但主要視當地季風季節而定，在印度、中國大陸則落在6—9月之間。:291在此期間，雄鳥會展現高度領域性並驅逐或與其他雄鳥爭鬥；而雌鳥也不例外，通常一隻雌鳥的領域會包含1—4隻雄鳥的領域，當中約60%的雌鳥會僅與一隻雄鳥的領域重疊。雄鳥會以高頻率的叫聲以吸引雌鳥交配，而雌鳥也可能藉此評估雄鳥，且多偏好與發出發出最高頻率的雄鳥交配。一份三年的觀察顯示雄鳥的領土約7,220±740平方公尺，而雌鳥的則約11,970±1,670平方公尺大。且除了驅離同類，銅翅水雉也曾被觀察到驅離了白胸翡翠、棉鳧、白腹秧雞等其他物種。

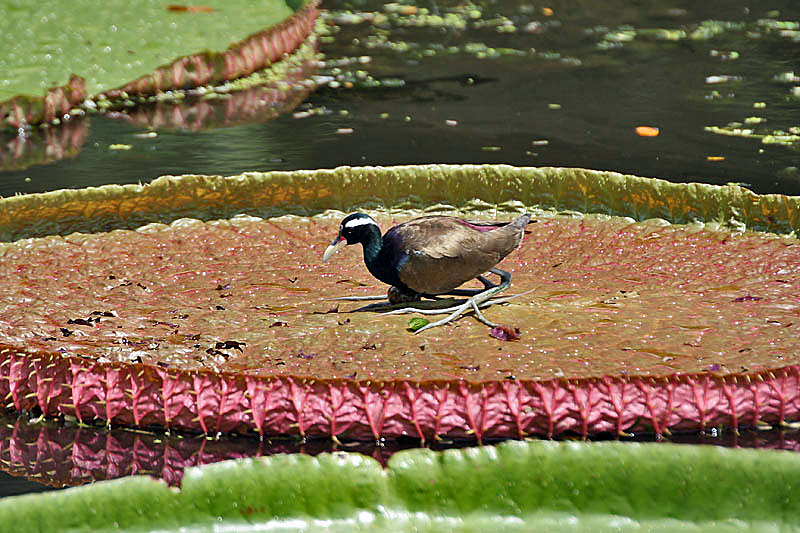
銅翅水雉的巢

其巢成盤狀，常會築於蓮葉、百合葉或挺水植物上，是由水生植物簡單堆砌而成、結構鬆散的浮巢。:291
雌鳥每窩產卵3—6顆，每次產卵間隔約10天；卵的顏色多變，自淡黃色、褐色至深紅褐色皆有，且常帶有稀疏的黑色線斑或不規則紋路，大小在長34—40毫米、寬22—27毫米左右。:291雄鳥負責了大部分的育幼責任，會獨自孵卵約26—29天的時間，在此期間雄鳥會將跗跖及腳趾向前伸展，貼靠身體與翅膀孵卵。:283,290而後在照顧雛鳥的階段時，有時還可見雄鳥將幼鳥攜帶於身上奔跑；或遭遇危機時直接將雛鳥藏於翅膀下逃跑的行為出現。雛鳥約在10周後即可獨立生活。
與水雉不同的是，銅翅水雉的雄鳥在交配後兩個多月內不會嘗試再度交配，使得約四個月的季風季內通常僅會有一窩幼鳥。:291而其卵的被捕食率相當高，一次觀察發現約有94%的卵會遭鳥類、囓齒動物或龜等掠食者食用；但與之相對應的是，雌鳥的產蛋耗能較低（約僅佔其體重的16.8％），這使得可以產更多卵以因應該情形。

### 叫聲
銅翅水雉會發出低沉粗啞的咕噥聲，以及類似「seek-seek-seek...」的聲音。

## 物種現狀與保育
銅翅水雉主要依賴於濕地生存，且有遭受棲息地喪失和退化、人為干擾、非法狩獵及農藥的威脅，但仍為分佈廣泛、普遍可見的溼地鳥類。湿地国际於2023年預估其個體約有5—10萬隻的規模。雖然其族群趨勢未知，但據信其族群並未受到威脅而有到達易危物種的門檻，故在《國際自然保護聯盟瀕危物種紅色名錄》中，這個物種被列為無危物種。惟因在中國大陸雲南的數量稀少，而被列入《中國國家重點保護野生動物名錄》二级中。

## 外部連結
- 维基共享资源上的相關多媒體資源：铜翅水雉
- 維基物種上的相關：铜翅水雉
- Xeno-canto上有关铜翅水雉的錄音